# Sylvanie Burton
Sylvanie Burton, née en 1965[réf. nécessaire] à Salybia, est une fonctionnaire et femme d'État dominiquaise, présidente du Commonwealth de la Dominique depuis le 2 octobre 2023, après l'élection présidentielle dominiquaise de 2023. Elle est la première femme et la première Kalinago à occuper ce poste.

## Biographie
Diplômée d'une licence en développement rural et d'un master en gestion, elle devient fonctionnaire d'État en 2014. Elle a dirigé des services au sein des ministères des Affaires étrangères, du Commerce et de la Jeunesse.
Elle est mariée et mère de deux enfants.